# Tapinauchenius rasti
Espèce
Tapinauchenius rasti est une espèce d'araignées mygalomorphes de la famille des Theraphosidae

## Distribution
Cette espèce est endémique de l'île Union à Saint-Vincent-et-les-Grenadines,.

## Description
La carapace du mâle holotype mesure 16,421 mm de long sur 14,412 mm et la carapace de la femelle paratype 16,553 mm de long sur 13,634 mm. L'animal a une couleur jaunâtre et est couvert de poils, excepté sur le sternum. L'abdomen est recouvert de poils violacés.

## Étymologie
Cette espèce est nommée en l'honneur de Bastian Rast.

## Publication originale
- Hüsser, 2018 : A first phylogenetic analysis reveals a new arboreal tarantula genus from South America with description of a new species and two new species of Tapinauchenius Ausserer, 1871 (Araneae, Mygalomorphae,Theraphosidae). ZooKeys, no 784, p. 59-93 (texte intégral).